# Sean Yazbeck

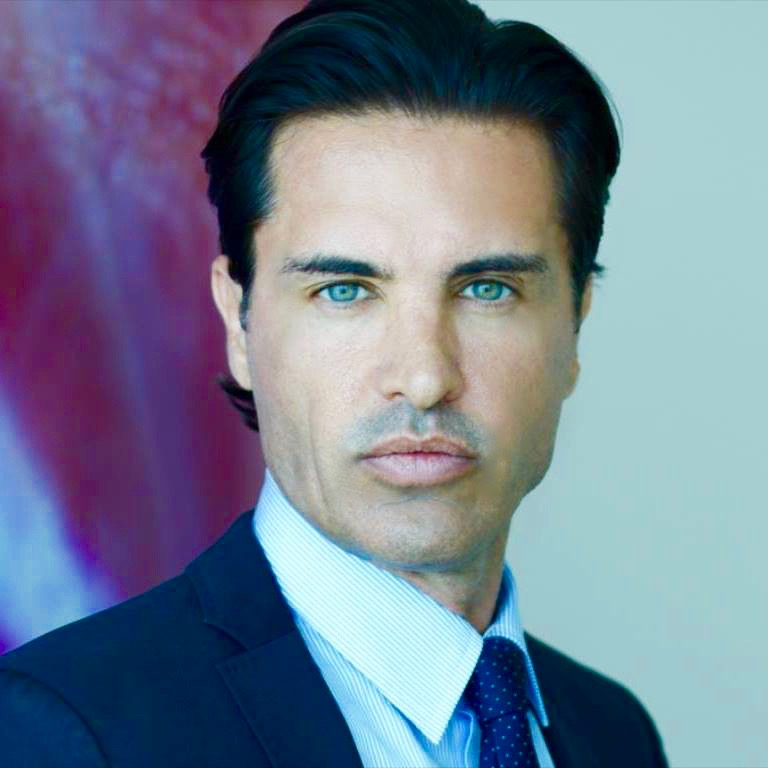
Sean Yazbeck

Sean Yazbeck (* 1973 in London) ist ein britischer Unternehmer. Er war der Gewinner der 5. Staffel der US-amerikanischen Reality Show The Apprentice von Donald Trump.

## Leben
Sean Yazbeck, Sohn eines libanesischen Vaters und einer irischen Mutter, wuchs in London auf. Später besuchte er die Sylvia Young Theatre School und die William Ellis Comprehensive School. Mit 14 Jahren erhielt er seine erste Filmrolle in der britischen Seifenoper EastEnders. Danach entschied Yazbeck sich jedoch für eine Karriere in der Wirtschaft. Er graduierte mit Auszeichnung an der Southampton Solent University.
2006 wurde er in der Fernsehserie The Apprentice von Donald Trump engagiert und leitet seitdem eines von dessen Unternehmen und ist Sprecher für das Trump Institute.

## Filmografie
- 2006: Ab durch die Hecke (Nur Stimme)